# La Garriga
Pour les articles homonymes, voir Garriga.
La Garriga est une commune de la comarque du Vallès Oriental dans la province de Barcelone en Catalogne (Espagne).

## Géographie
Commune située au nord-est de Barcelone sur la rivière Monar, non loin du chef-lieu de la comarque Granollers.
|                      | Figaró-Montmany           |                   |
| L'Ametlla del Vallès | La Garriga                | Cànoves i Samalús |
|                      | Les Franqueses del Vallès |                   |

## Histoire
La ville existait déjà bien avant le Moyen Âge qui lui a laissé de multiples empreintes comme dans le centre-ville aux petites ruelles en pierres typiques de cette époque.

## Lieux et monuments
Cette ville possède de nombreux monuments, tels que les thermes, les musées, le vieux centre-ville avec des alentours verdoyants.
Le musée du Centre de la Garriga (entrée gratuite) présente de manière interactive et pédagogique le cheminement de la ville depuis les temps romains jusqu'à aujourd'hui.
Un autre aspect spécifique de la ville : ses célèbres eaux de sources thermales situées en centre-ville.
La route royale, l'architecture typique.

## Personnalités
- Manuel Blancafort (compositeur né à La Garriga le 12 août 1897 et décédé à Barcelone le 8 janvier 1987)
- Jordi Mas Castells (missionnaire au Cameroun né à La Garriga le 14 mars 1930 et décédé à La Garriga le 18 novembre 2010)